# Гумнисько (Паєнчанський повіт)
Гумнисько (пол. Gumnisko) — село в Польщі, у гміні Келчиглув Паєнчанського повіту Лодзинського воєводства. Населення — 126 осіб (2011).
У 1975-1998 роках село належало до Серадзького воєводства.

## Демографія
Демографічна структура станом на 31 березня 2011 року:
|          | Загалом | Допрацездатний вік | Працездатний вік | Постпрацездатний вік |
| -------- | ------- | ------------------ | ---------------- | -------------------- |
| Чоловіки | 63      | 12                 | 42               | 9                    |
| Жінки    | 63      | 9                  | 35               | 19                   |
| Разом    | 126     | 21                 | 77               | 28                   |